# Robert Cray
Robert Cray es un guitarrista y cantante de blues y soul nacido en Columbus (Georgia), Estados Unidos el 1 de agosto de 1953. 

## Biografía
En 1980 publicó su primer álbum, Who’s Been Talkin, aunque no alcanzaría la fama hasta la publicación de Strong Persuader en 1986. Ese mismo año grabó junto a Stevie Ray Vaughan y Eric Clapton, Live Ballads In Dallas. A partir de entonces fue considerado uno de los referentes del blues actual junto con Eric Clapton y otros.
Entre sus álbumes con mayor éxito se incluyen Some Rainy Morning (1995), Take Your Shoes Off (1999), Time Will Tell (2003), y Twenty (2005). 
Ha participado en importantes festivales como Crossroads Guitar Festival o Montreux Jazz Festival.

## Discografía
- 1980 - Who's Been Talkin'
- 1982 - Bad Influence
- 1985 - Showdown - com Albert Collins y Johnny Copeland
- 1986 - Strong Persuader
- 1986 - Live Ballads In Dallas - con Stevie Ray Vaughan y Eric Clapton
- 1988 - Don't Be Afraid Of the Dark
- 1990 - Midnight Stroll
- 1992 - I Was Warned
- 1993 - Shame + A Sin
- 1995 - Some Rainy Morning
- 1997 - Sweet Potato Pie
- 1999 - Heavy Picks
- 1999 - Take Your Shoes Off
- 2001 - Shoulda Been Home
- 2003 - Time Will Tell
- 2005 - Twenty
- 2007 - Live From Across The Pond
- 2008 - Live At the BBC
- 2009 - This Time
- 2010 - Cookin'In Mobile
- 2012 - Nothin But Love